# 加藤四郎
加藤 四郎（かとう しろう）は、アニメ「宇宙戦艦ヤマトシリーズ」の登場人物。声優は神谷明。

## 概要
『ヤマトよ永遠に』『宇宙戦艦ヤマトIII』『宇宙戦艦ヤマト 完結編』に登場する。
『宇宙戦艦ヤマト2』の白色彗星帝国戦で戦死した加藤三郎の弟。短髪で均整の取れた身体など、容姿は兄と一卵性双生児と言って良いほど酷似しているが、区別のために兄よりわずかに眉を濃くデザインされている。白土武によるラフ稿の段階では、髪型も兄とは異なっていた（兄が角刈りなのに対してこちらは長めの丸刈りだった）。
性格も似ているが、兄が古代進や島大介とほぼ同格の立場であったのに対し、世代的にも後輩に当たる四郎は彼らより格下かつ部下であるため、敬語を使って接している（声を担当した神谷は、『完結編』当時のアニメ雑誌のインタビュー記事で「まさか弟がいるとは兄貴も知らなかった（笑）」や「三郎の時と違い、四郎は後輩なので声アテをやりやすい」などと語っている）。
古代との関係は良好だったようで、『ヤマトIII』第2話では和気あいあいと雑談を楽しんでいた。また、同期の新規乗艦者に真田澪（サーシャ）がいる。

## 劇中での活躍
ヤマトよ永遠に
小惑星イカロスに存在する「宇宙戦士訓練学校」の卒業生。戦闘班のコスモタイガー隊員としてヤマトへ乗艦するが、この時はまだ一般乗組員である。
なお、四郎や澪のほかにイカルス出身の新人として西尾（航海班・全天球レーダー室レーダー手）、大門（砲術班・主砲管制室砲手）、菊地（機関士）、東田（工作班・中央コンピューター室要員）といった面々がいるが、劇中では名前を呼ばれず、その他大勢のキャラクターとして扱われていた。
宇宙戦艦ヤマトIII
第2話から登場。兄と同様にコスモタイガー隊の隊長に就任しており、揚羽武の指導的立場にもなっている。
宇宙戦艦ヤマト 完結編
水惑星アクエリアスから地球を守るための自爆を宣言した沖田十三に「それでもヤマトの艦長なんですか!?」と罵声を浴びせるが、古代の説得を受けて納得する。乗組員全員が退艦したはずのヤマトに残っていた沖田の姿をコスモタイガーIIのコックピット越しに発見し、古代や真田らを除くヤマト乗組員と共に沖田の決意を知ることとなる。

## 備考
『宇宙戦艦ヤマト 復活篇』で、新航海長兼コスモパルサーのチーフパイロットの小林淳が着る黒字に黄色矢印のユニフォームは四郎から受け継いだものという設定であるが、そのユニフォームを古代が小林に託すシーンは欠番になっている。しかし、同作のディレクターズカット版ではこのシーンが復活しているうえ、四郎が小林らヤマトに乗艦した航空機パイロットたちから神様のように思われていることが語られている。
『宇宙戦艦ヤマト』のリメイク作品である『宇宙戦艦ヤマト2199』には、原典の続編に登場する徳川太助などが登場しているが、四郎の存在については触れられていない。なお、第7話の太陽系赤道祭において三郎が交信した相手は父だった。
『ヤマトよ永遠に』のゲーム版である、PS2用ゲームソフト『宇宙戦艦ヤマト 暗黒星団帝国の逆襲』『宇宙戦艦ヤマト 二重銀河の崩壊』には登場していない。